# Ковтач карликовий
Ковтач карликовий (Prodotiscus insignis) — вид дятлоподібних птахів родини воскоїдових (Indicatoridae).

## Поширення
Вид поширений в Західній і Центральній Африці від Гвінеї до Кенії і на південь до Анголи.